# Alāwalpur
Alāwalpur är en ort i Indien.   Den ligger i distriktet Jalandhar och delstaten Punjab, i den norra delen av landet, 300 km norr om huvudstaden New Delhi. Alāwalpur ligger 248 meter över havet och antalet invånare är 7 410.
Terrängen runt Alāwalpur är mycket platt. Runt Alāwalpur är det tätbefolkat, med 709 invånare per kvadratkilometer. Närmaste större samhälle är Jalandhar, 13,8 km sydväst om Alāwalpur. Trakten runt Alāwalpur består till största delen av jordbruksmark.